# Kanton Allevard
Kanton Allevard (fr. Canton d'Allevard) je francouzský kanton v departementu Isère v regionu Rhône-Alpes. Skládá se ze šesti obcí.

## Obce kantonu
- Allevard
- La Chapelle-du-Bard
- La Ferrière
- Le Moutaret
- Pinsot
- Saint-Pierre-d'Allevard